# Гледачево
Гледа́чево (болг. Гледачево) — село в Старозагорській області Болгарії. Входить до складу общини Раднево.

## Населення
За даними перепису населення 2011 року у селі проживали 0 осіб.
Динаміка населення: